# 계원예술중학교
계원예술중학교(桂園藝術中學校)는 경기도 성남시에 있는 사립 예술 중학교이다.

## 연혁
- 2009.08.18 '계원예술학교' 학교 설립인가
- 2010.03.02 개교 및 제1회 입학식
- 2010.02.26 초대 교장 김명규 선생 취임(계원예술고등학교 겸직)
- 2016.03.01 제2대 교장 장선화 선생 취임
- 2016.12.28 파라다이스관 준공
- 2019.09.01 '계원예술중학교'로 교명 변경

## 설치 학과
- 음악과
- 미술과
- 무용과